# Ion Nanu-Muscel
Ion Nanu-Muscel (n. 30 noiembrie 1862, Câmpulung, Muscel, România – d. 1938) a fost un profesor de semiologie și clinică medicală timp de 30 de ani la Universitatea de medicină din București, senator, doctor la Spitalul Filantropia și apoi la Colțea, timp de 36 de ani, președinte al Societății Medicale a spitalelor din București și membru al Academiei de medicină din România.
A contribuit la dezvoltarea investigațiilor paraclinice și a introdus în România radiodiagnosticul și alte investigații de laborator.

## Biografie
Nanu Muscel s-a născut la Câmpulung-Muscel, din părinții Ghita Nanu și Zoe (născută Enache Hristudor). Frații lui au fost: Ion Nanu, medic, Costică Nanu (medicul Teatrului Național din București), poetul Dumitru Nanu și Maria Nanu, căsătorită cu Milan Tănăsescu Moșandrei.
A studiat la clinica medicală a Spitalului Colțea, apoi, între 1885-1889, la Paris, unde a fost extern al spitalelor între 1887-1891. Întorcându-se în București, nu a putut obține un post din cauza unor intrigi. Revine la Câmpulung, unde profesează ca dascăl de igienă la Școala Normală „Carol I”. Din 1899 lucrează ca medic primar la „Filantropia”, între anii 1901-1906 funcționează la Spitalul din Urziceni. Cu ajutorul prietenului sau Thoma Ionescu (fratele omului politic Take Ionescu), intră în Partidul Conservator, fiind ales senator de Muscel în anii 1905—1907, 1911.
Medic în timpul războiului, din 1919 preia conducerea clinicii de la Colțea, de unde a ieșit la pensie în 1936. Conferențiarul Ion Pavel (1897-1992) înființa în anul 1934, în Clinica de Medicină Internă condusă de Ion Nanu-Muscel, primul centru antidiabetic din Europa.
În amintirile lor, prietenii colaboratorii spuneau ca acesta cu greu se putea despărți de spital, iar modestia și punctualitatea lui erau bine cunoscute. Elevii săi vorbeau despre modul delicat și meticulos de a examina bolnavii și despre meșteșugul său de a cunoaște și a vindeca boala, cu toate greutățile și bucuriile medicinei.

## Casa Nanu Muscel

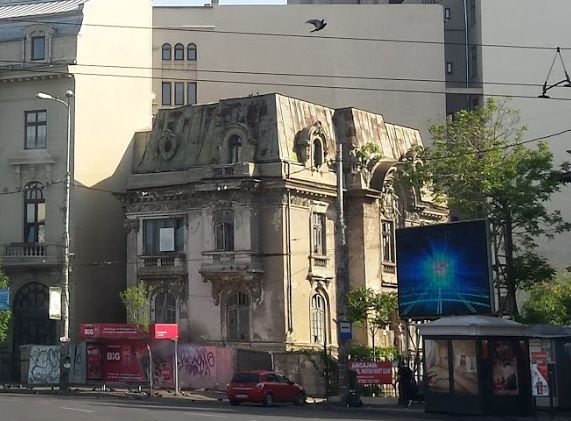
Casa Nanu-Muscel, 2017

Construită la comanda medicului profesor Ion Nanu-Muscel, pentru el și familia sa, aceasta locuință de stil neo-romantic cu accente Art Nouveau face parte din cele de tip „hôtel”, îndrăgite de burghezia și aristocrația din România sfârșitului de secol XIX și a primei jumătăți a secolului XX.
Totul, în această clădire, a fost făcut cu dragoste și migală, cu gust și savoir-faire: peronul cu aspect monumental, treptele de marmură protejate de o copertină despre care se crede că ar fi opera aceluiași atelier de feronerie care a executat marea copertină în formă de scoică de la peronul Palatului Cantacuzino – „Nababul” de pe Calea Victoriei (actualul Muzeu Enescu); fațadele ritmate de pilaștri colosali, grupul statuar alcătuit din doi putti – doi amorași din ghips care susțin un scut baroc pe care se presupune că ar fi figurat monograma proprietarului; decorațiile de fațadă cu frunze de laur și ghirlande care încadrează câte un mănunchi de obiecte simbolice: o vioară, un arcuș, o tolbă cu săgeți (descrie arhitectul Dan Ionescu în studiul Institutului Național al Monumentelor Istorice). Lucarnele mansardei,  executate din tabla de aramă, scara din fier forjat care e o capodopera în sine.
Casa a aparținut Academiei Comerciale, fiind donată în 1940 de văduva Nanu-Muscel pentru a adăposti profesori pensionari ai Școlii și studenți. Regimul comunist a cedat ulterior casa altor institutii. Inițial cu două corpuri, casa a rămas numai cu corpul principal. Trecută apoi în proprietate privată, casa a fost cumpărată în 2012 de către Academia de Studii Economice de la firma Proconces.ro, aflată la momentul respectiv in insolvență. Ultimul proprietar, o companie spaniolă, a elaborat un proiect ce prevedea restaurarea casei si construirea unui imobil modern, din sticlă, în spatele acesteia. Înălțimea clădirii de sticlă este egală cu cea a amfiteatrelor din strada Cihoschi. Proiectul nu a mai avut finanțare și a fost preluat de ASE odata cu achiziționarea imobilului. Construcția urmează să înceapă la sfârșitul lunii iulie 2015, conform proiectului elaborat de compania spaniolă.
Imobilul de sticlă nu va depăși cornișa clădirii ASE-ului.
Intrarea e protejată de o copertină de fier forjat, cu linii fluide, care amintesc stilul Art Nouveau, iar ușa poartă o feronerie complicată. Interioarele, cu un decor acordat celui exterior, aveau tavane împodobite cu stucaturi (un tavan era casetat), o scară curbă de lemn cu balustradă din fier forjat, parchete din lemn prețios.

## In memoriam
Școala Gimnazială Nanu Muscel din Câmpulung, Argeș, poartă numele familei de cărturari Nanu Muscel care au donat un teren pentru construirea unei școli.
O stradă din București poartă numele profesorului Ion Nanu-Muscel.